# Greatest Hits 1987-1997
Greatest Hits 1987-1997 (también conocido como Greatest Hits 87-97) es una álbum recopilatorio lanzado en el 24 de noviembre de 2003 por la cantante Kylie Minogue. Publicado por BMG, el álbum une varias músicas grabadas por Kylie, PWL y Deconstruction, incluye los álbumes de Kylie (1988), Enjoy Yourself (1989), Rhythm of Love (1990), Let's Get To It (1991), Greatest Hits (1992), Kylie Minogue (1994) y Imposible Princess (1997).
Este álbum es una versión extendida de Greatest Hits 1987-1992, publicado en 2002.
En Brasil, el álbum vendió alrededor de 6000 copias y el DVD se venden 3000 copias.

## Lista de canciones

### Disco Uno
(K - de Kylie; EY - de Enjoy Yourself; RL - de Rhythm of Love; LG - de Let's Get To It; GH - de Greatest Hits)
1. "I Should Be So Lucky" - K
2. "The Loco-Motion" (7" Mix) - K
3. "Hand on Your Heart" - EY
4. "Got to Be Certain" - K
5. "Better the Devil You Know" - RL
6. "Wouldn't Change a Thing" - EY
7. "Celebration" - GH
8. "Never Too Late" - EY
9. "What Do I Have to Do?" (7" Remix) - RL
10. "Je Ne Sais Pas Pourquoi" - K
11. "Where In The World?"- GH
12. "Step Back in Time" - RL
13. "Especially for You" (Duet with Jason Donovan) - EY
14. "Say The Word- I'll Be There"
15. "Shocked" (DNA Mix) - RL
16. "Word Is Out" - LG
17. "Made In Heaven"
18. "What Kind Of Fool (Heard All That Before)" - GH
19. "Give Me Just a Little More Time" - LG
20. "Finer Feelings" - LG
21. "If You Were with Me Now" (Duet with Keith Washington) - LG
22. "Tears on My Pillow" - EY

### Disco 2
(KM - de Kylie Minogue; IM - de Impossible Princess)
1. "Confide in Me" - KM
2. "Put Yourself In My Place" - KM
3. "Did It Again" - IM
4. "Breathe" - IM

### Temas extra
1. "Hand on Your Heart" (W.I.P. 2002 Mix)
2. "I Should Be So Lucky" (Extended Mix)
3. "The Loco-Motion" (OZ Tour Mix)
4. "Wouldn't Change a Thing" (The Espagna Mix)
5. "Step Back in Time" (Harding/Curnow Remix)
6. "Shocked" (Harding/Curnow Mix)
7. "Better the Devil You Know" (Movers & Shakers Alternative 12" Mix)
8. "What Do I Have to Do?" (Movers & Shakers 12" Mix)